# Karola Magg
Pour les articles homonymes, voir Magg.
Karola Magg, est membre de la deuxième génération de la Fraction armée rouge.

## Biographie
Le 5 mai 1980 à Paris, elle est arrêtée avec Sieglinde Hofmann, Ingrid Barabass, Regina Nicolai et Karin Kamp. 